# Phycis phycis
Phycis phycis is een  straalvinnige vissensoort uit de familie van de Oost-Atlantische gaffelkabeljauwen (Phycidae). De wetenschappelijke naam van de soort is gepubliceerd in 1766 door Linnaeus als Blennius phycis.

Verspreidingsgebied